# Louis Keppel Hamilton
Pour les articles homonymes, voir Hamilton.
Louis Henry Keppel Hamilton (31 décembre 1890 - 27 juin 1957) est un amiral de la Royal Navy qui sert lors des deux guerres mondiales et qui est chef d'état-major de la Royal Australian Navy après la guerre.

## Carrière navale
Hamilton rejoint la Royal Navy en 1908 avec le grade d'aspirant de marine. Le 30 juin 1911, il est promu sous-lieutenant et le 30 juin 1913 lieutenant.
Pendant la Première Guerre mondiale, Hamilton participe activement à la campagne d'Afrique de l'Ouest, sur le fleuve Niger et dans la colonie allemande de Kamerun. Il commande la flottille du fleuve Niger qui a chassé les Allemands de Déhane en décembre 1914, puis dirige une force transportant un canon de 12 livres retiré du HMS Challenger lors d'un voyage épique de 640 miles le long des fleuves Niger et Bénoué, puis à soixante milles terrestres, pour aider le brigadier-général Cunliffe à prendre Garoua d'une garnison allemande. Garua tomba en juin 1915,,. En septembre 1915, il reçut l'Ordre du service distingué pour « ses services dans les opérations au Cameroun » et reçut également l'Ordre de Saint Stanislas de Russie, 3e classe.
Il reprend du service actif lors de la Seconde Guerre mondiale, notamment pour l'invasion allemande de la Norvège en 1940 (en tant que commandant du HMS Aurora), pour laquelle il reioit la Croix de guerre norvégienne, et la protection des convois arctiques. En 1942, il est contre-amiral commandant du First Cruiser Squadron (CS1), composé des croiseurs britanniques HMS London et Norfolk, les croiseurs américains USS Wichita et Tuscaloosa, et quatre destroyers. À ce titre, il était l'un des officiers supérieurs du convoi désastreux PQ 17.
Entre 1943 et 1945, Hamilton est Flag officer (en) à Malte, où il est nommé chevalier commandant de l'Ordre du Bain. Après la guerre, il est conseiller naval en chef auprès du gouvernement de l'Australie et le premier membre naval et chef d'état-major de l'Australian Commonwealth Naval Board. Il est chef d'état-major de la Royal Australian Navy de 1945 à 1948.
Hamilton est décédé à l'hôpital pour officiers du roi Édouard VII le 22 juin 1957, et vivait au moment de sa mort au 64, Pont Street, à Londres.